# 라오스의 지리

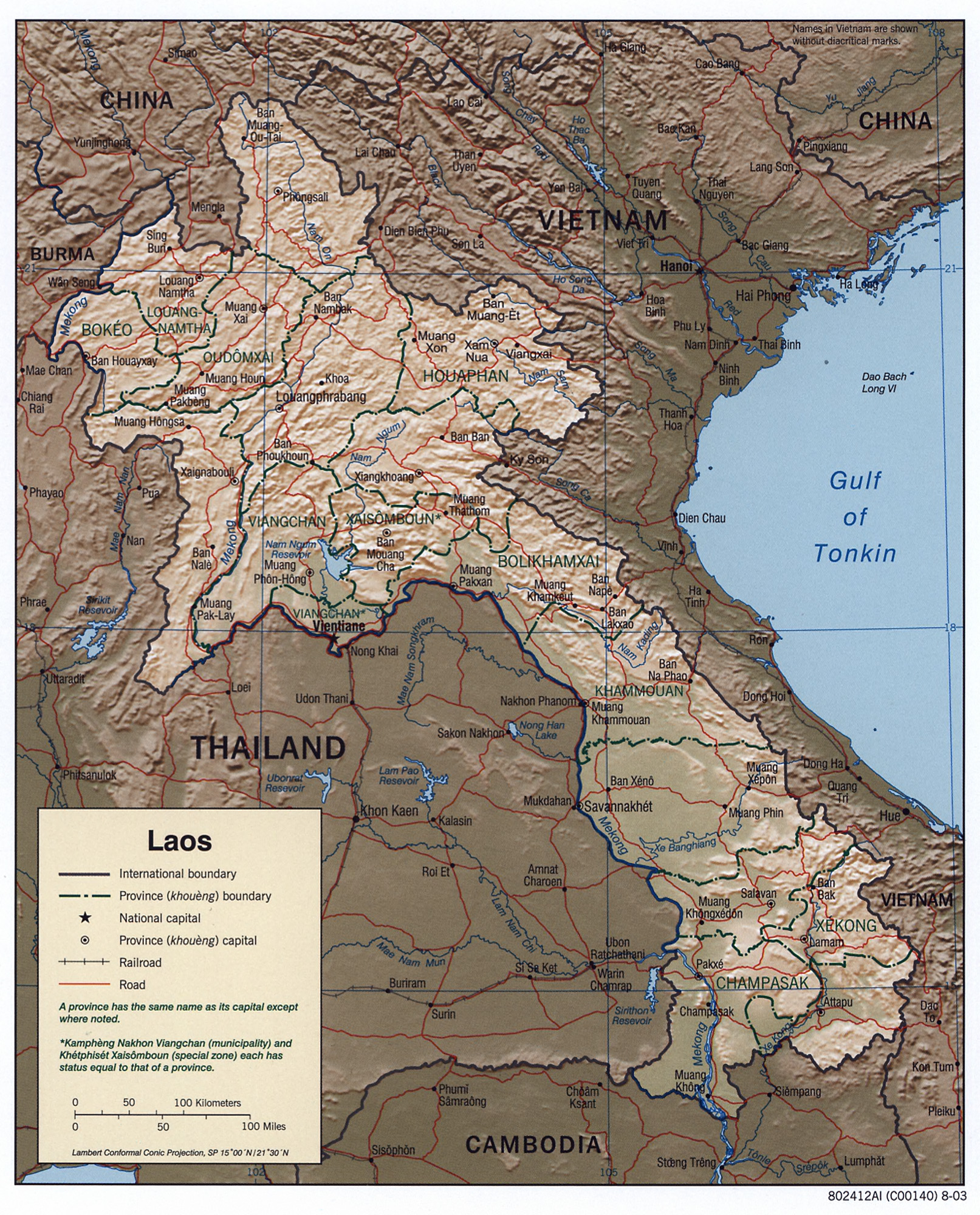
라오스의 위치와 지형

라오스의 지리적 위치는 동남아시아 인도차이나 반도의 산악 지역으로 북쪽으로 중화인민공화국과 미얀마, 남서쪽으로는 타이, 동쪽으로는 베트남, 그리고 남쪽으로는 캄보디아와 국경을 맞대고 있다. 내륙에 위치하여 해안선이 없으며 전체 면적은 약 236,800 km2이다.

## 지형
라오스는 전체 국토 중 약 80%가 산악 지대로 산이 많은 나라이다. 북부의 대부분은 산악 고원 지대이고 동부는 안남산맥(라오어: ພູ ຫລວງ 싸이 포우 루앙)이 베트남과 경계를 이루고 있다. 라오스의 산악 여러 곳에서 발원한 강들은 메콩강으로 흘러든다. 메콩 강의 중류 구간은 타이와 라오스를 나누는 국경이기도 하다.

## 기후

비엔티안의 기후표

라오스는 열대 몬순 기후에 속하며 5월에서 10월까지의 우기와 11월에서 2월까지의 서늘한 건기, 3월에서 4월까지의 더운 건기로 나뉜다. 연간 기온 분포는 22 - 27 °C 정도이나 고산지대는 보다 낮은 기온을 보인다.
라오스의 국토 대부분이 산악 지대여서 지역간 강우량 편차가 큰 편이다. 수도인 비엔티안의 경우 연간 강우량은 평균 1648.7 mm이고 강우량이 0.1 mm 이하인 날은 평균 111일 정도이다. 12월에 가장 비가 적게 내려 월 평균 강수는 2.8 mm에 불과하지만, 가장 비가 많이 내리는 8월의 월 평균 강수량은 322.5 mm에 달한다.

## 교통
수도인 비엔티안 인근에 왓타이 국제공항이 있다. 국내선 공항은 왓타이 국제공항을 포함하여 13 곳이다.
비엔티안에는 시내 버스 노선이 운영되고 있으며 수도와 지방 도시를 연결하는 시외 버스 노선은 중앙 버스터미널과 북부 버스터미널에서 이용할 수 있다. 중앙 버스터미널에서는 카시, 사바나케트, 팍세, 아타페우, 타케크로 가는 버스가 운행중이며, 북부 버스터미널에서는 농카이, 우돈타니, 콘카엔, 방콕으로 연결되는 버스를 탈 수 있다.
타이, 베트남 등과 연결되는 노선이 검토 중이지만 현재 라오스에서 운행되는 철도 노선은 없다. 대부분이 산악 지대이어서 메콩강과 남오우 강이 주요 내륙 수운로로 이용된다. 라오스에는 모두 21개의 강이 흐르며 이를 통한 연간 수운량은 400 재화 중량 톤(Dead Weight Tons , DWT)에 달한다. 내륙 수운 항구는 모두 지방정부가 관할하고 있다.

## 같이 보기
- 조미아